# Elmegg
Elmegg ist eine Ortschaft in der Stadtgemeinde Bad Leonfelden im Mühlviertel in Oberösterreich.

## Geographie
Die Ortschaft liegt im Leonfeldner Hochland. Sie ist Teil der Katastralgemeinde Dietrichschlag und des Zählsprengels Bad Leonfelden-Umgebung. Zur Ortschaft Elmegg gehören 5 Adressen (Stand: 1. April 2020). Sie umfasst die gleichnamige Rotte Elmegg und die Einzelsiedlung Handlmühle.
Elmegg befindet sich in den Einzugsgebieten der Großen Rodl und des Heindlmüllerbachs.

## Geschichte
Elmegg wurde im Jahr 1356 als Melmekk urkundlich erwähnt. Der Ortsname stammt entweder vom mittelhochdeutschen mëlm für ‚Staub, Sand‘ oder vom mittelhochdeutschen ëlm für ‚Ulme‘.
Das Rieplgut in Elmegg brannte in der Nacht von 17. auf 18. Dezember 1901 aus unbekannter Ursache nieder.

## Kultur und Sehenswürdigkeiten

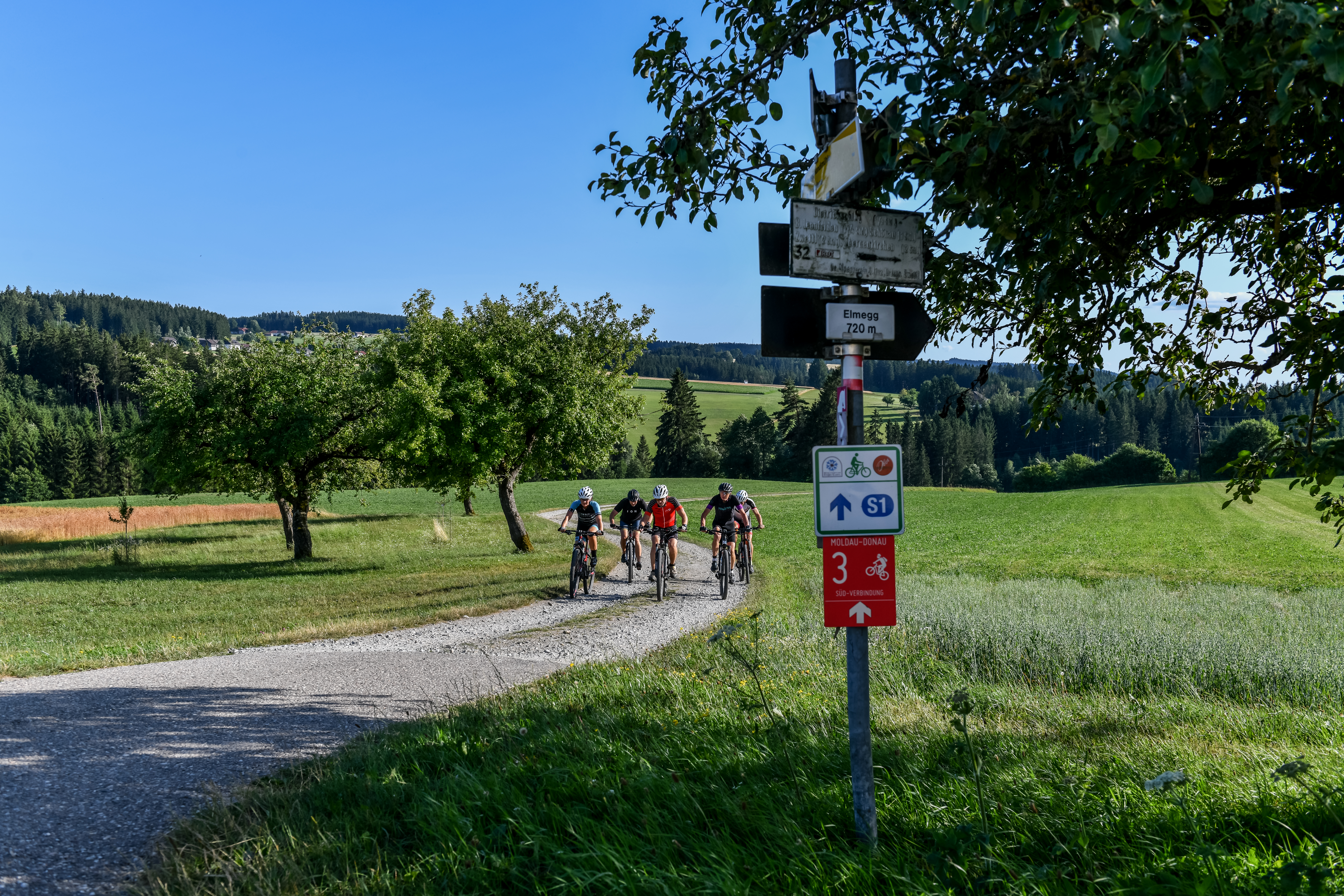
Radfahrer auf der Radtour-Strecke in Elmegg

Zwei mittelschwere Radtour-Strecken führen durch den Ort: die 57,5 Kilometer lange Hoch-4-Runde und die 26 Kilometer lange Zwettler Runde.
Im Ort befindet sich beim Gehöft Nr. 3 eine kleine Kapelle, südwestlich von Gehöft Nr. 5 ist ein Bildstock aufgestellt.